# Chiesa di San Casimiro (Vilnius)
La chiesa di San Casimiro (in lituano Šv. Kazimiero bažnyčia; in polacco Kościół Św. Kazimierza) è un edificio di culto cattolico situato nel centro storico di Vilnius, vicino al municipio cittadino. Si tratta della prima e la più antica chiesa barocca di Vilnius, risalente al 1618.

## Storia
La costruzione della chiesa iniziò nel 1604 in memoria del santo principe Casimiro di Cracovia per opera dei Gesuiti e con il finanziamento del Gran Cancelliere del Granducato di Lituania Lew Sapieha, voivoda di Vilnius Mikołaj Krzysztof Radziwiłł detto "l'orfano" e altri nobili. Si presume tradizionalmente che la pietra angolare (visibile sulle mura della facciata) sia stata trasportata in città accompagnati da una processione di 700 abitanti di Vilnius provenienti da Antakalnis. La costruzione fu terminata nel 1616 e il completamento degli interni avvenne nel 1618.
La chiesa di San Casimiro risulta uno dei primi esemplari edifici barocchi della città: la sua composizione spaziale e la facciata sono state progettate sulla linea della famosa chiesa del Gesù a Roma. La forma dell'edificio è stata modellata inoltre sulle chiese di Cracovia e Lublino, con torri aggiuntive. L'autore del progetto era Jan Frankiewicz, allievo dell'architetto Giovanni Maria Bernardoni.
A metà del XVIII secolo la chiesa fu ricostruita dall'architetto Thomas Zebrowski: sotto la sua supervisione, fu eretta una lanterna alla cupola a gradoni con una corona sulla sommità. Si tratta dell'unica cupola realizzata in tale guisa nel territorio dell'antico Granducato di Lituania in termini di grandezza e imponenza. Sotto l'occupazione russa la chiesa di San Casimiro fu trasformata in una chiesa ortodossa. Nel 1915 Vilnius fu occupata dai tedeschi e la chiesa fu trasformata nella casa di preghiera evangelica luterana della guarnigione locale. Nel 1919 la chiesa di San Casimiro fu restituita ai cattolici, ma andò nuovamente danneggiata durante la seconda guerra mondiale, chiusa nel 1949 dalle autorità sovietiche e nel 1963 trasformata in Museo dell'Ateismo. La chiesa è stata riaperta nell'ottobre del 1988 e riconsacrata nel 1991: oggi ospita ancora i Gesuiti.
La chiesa è nota per l'eccellente acustica e i concerti d'organo che si tengono ospitando rinomati musicisti internazionali.

## Galleria d'immagini

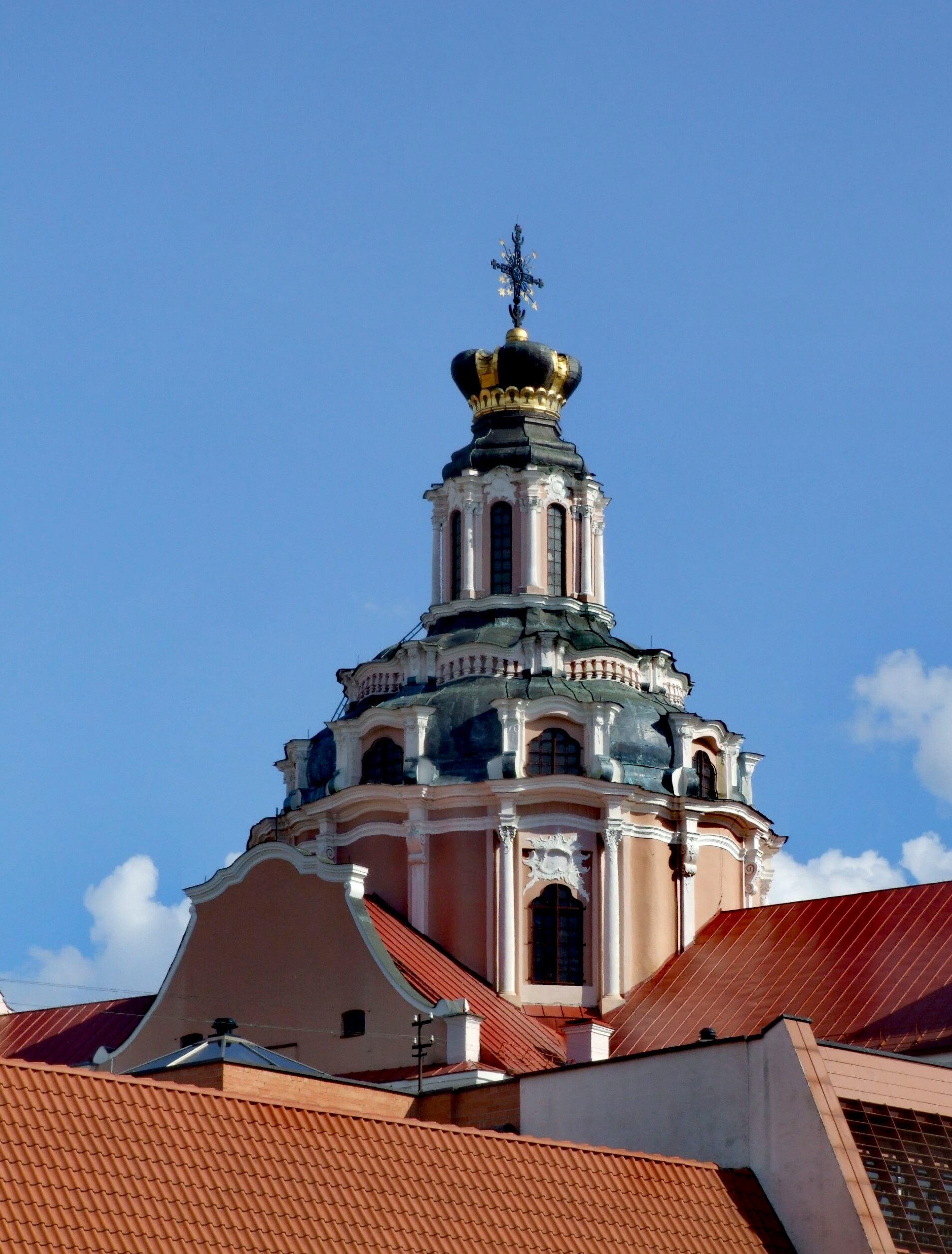
Torre (ricostruita nel 1942)
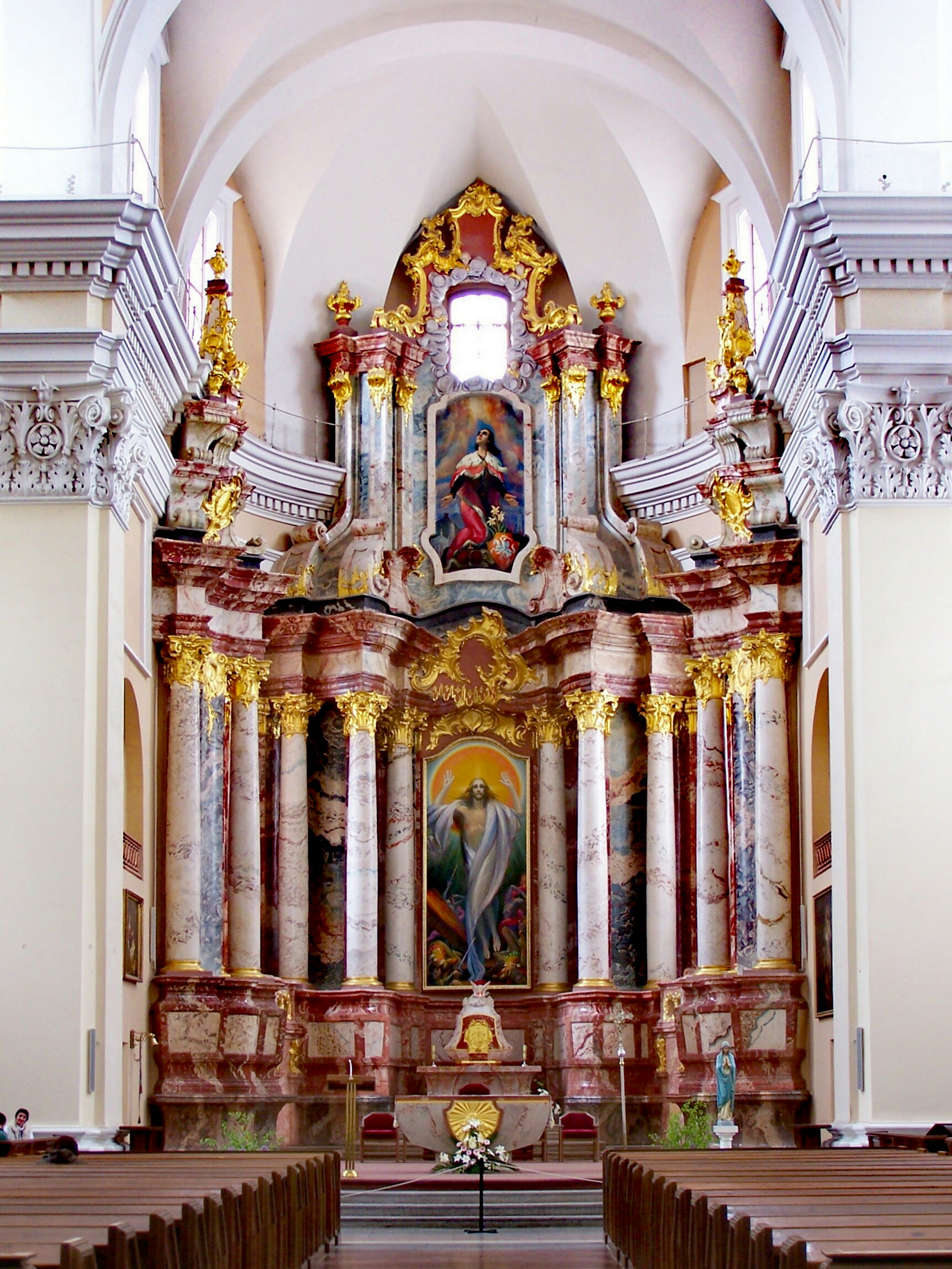
Altare maggiore
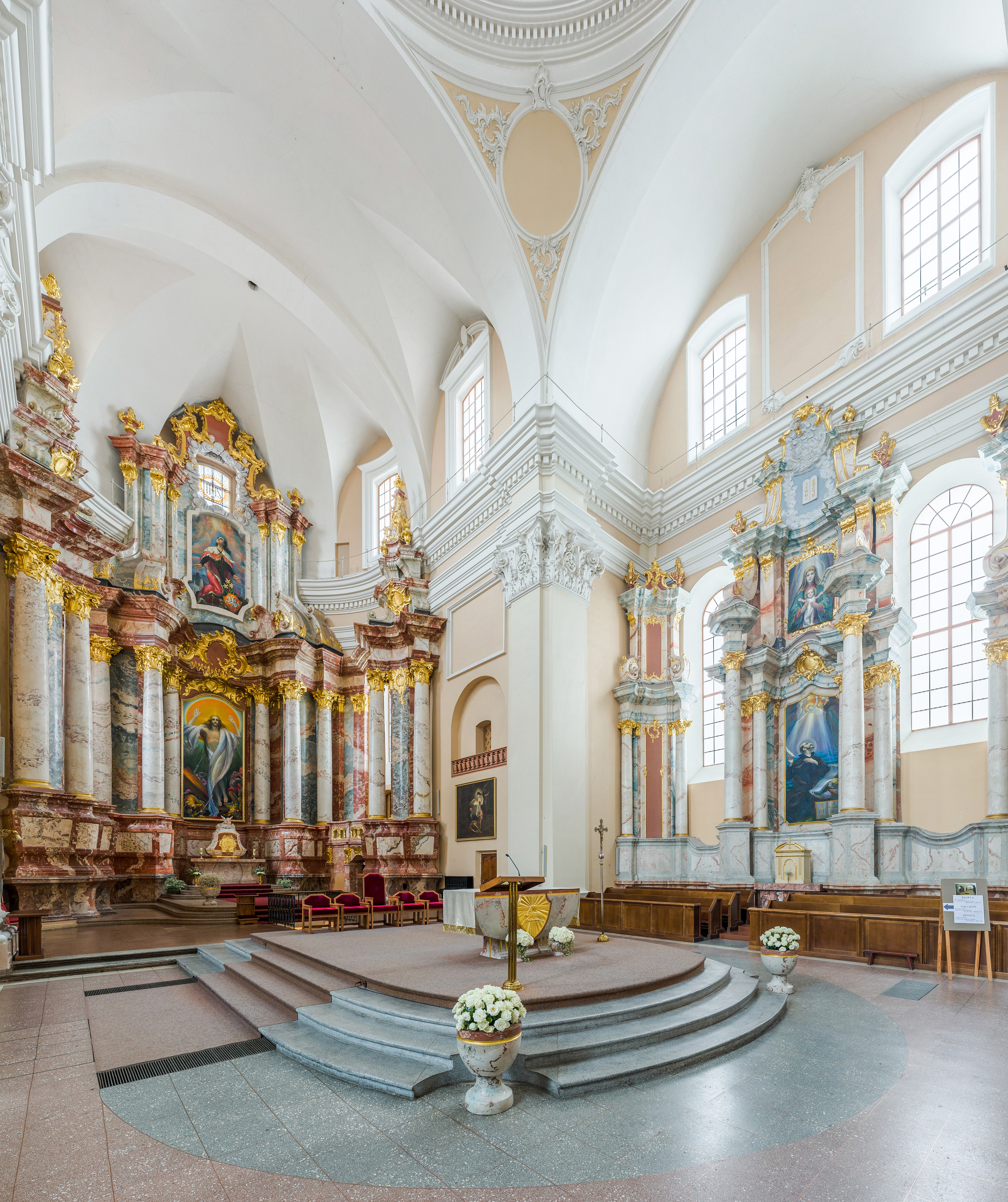
Interni
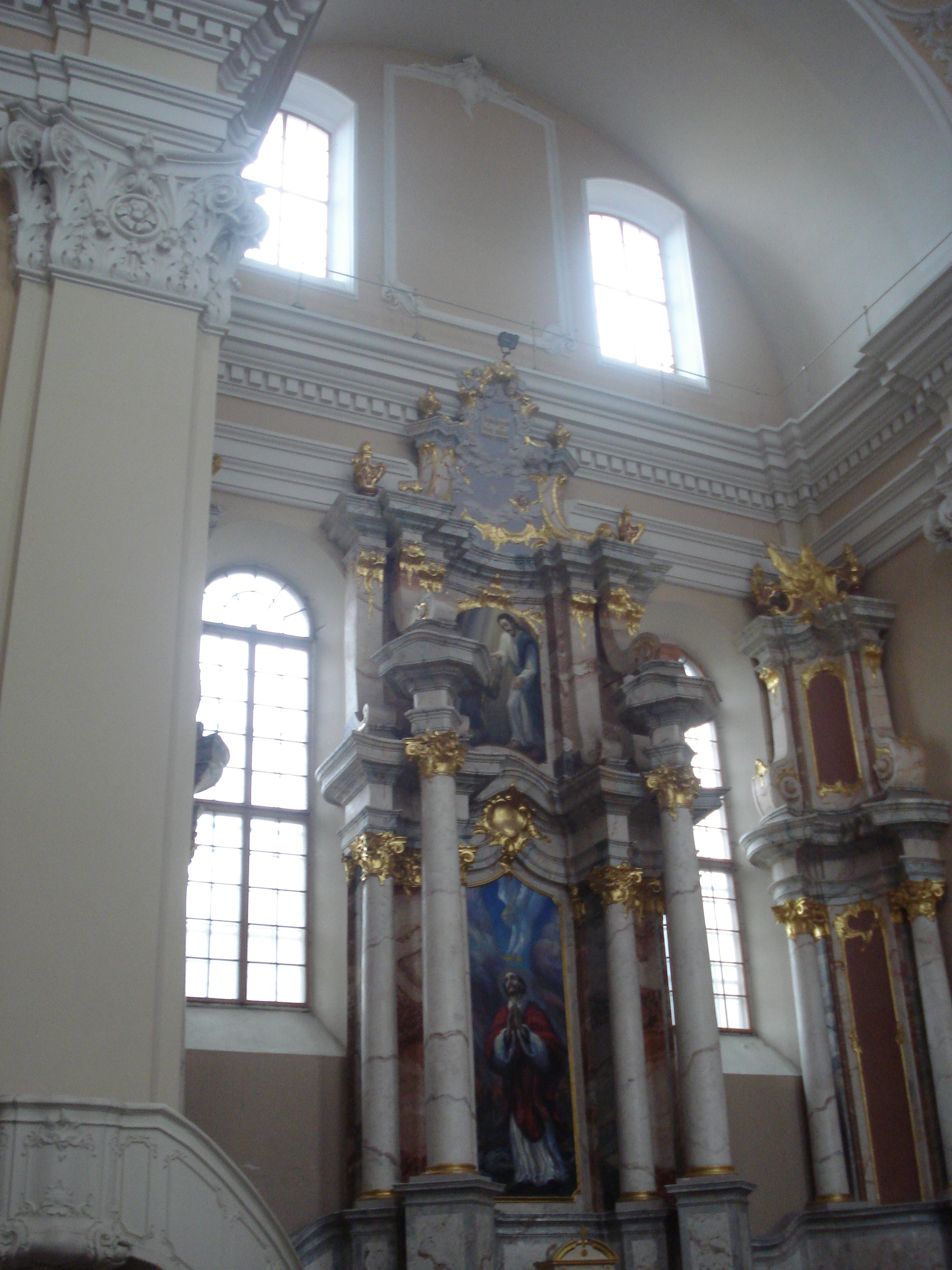
Altare laterale
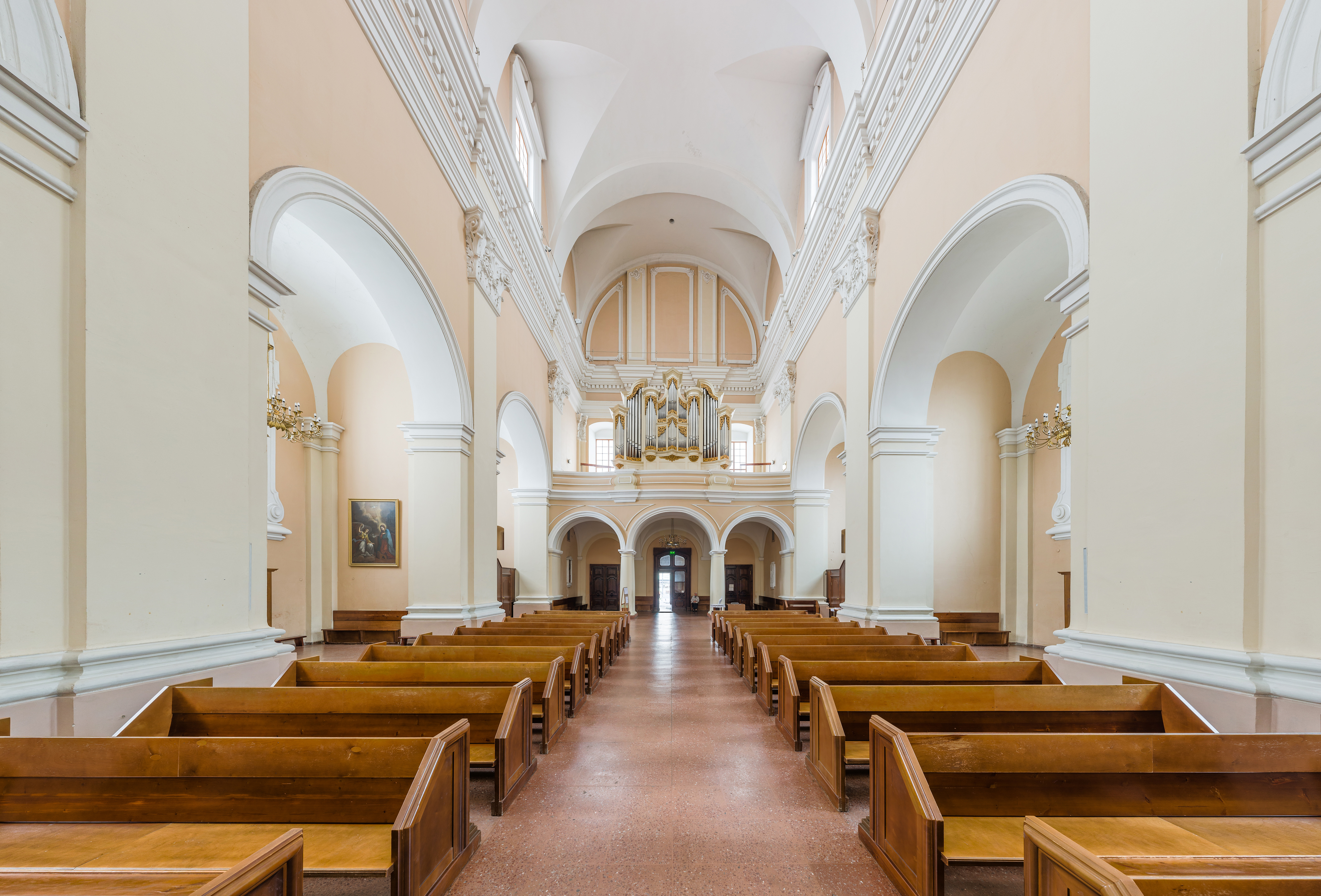
Interni
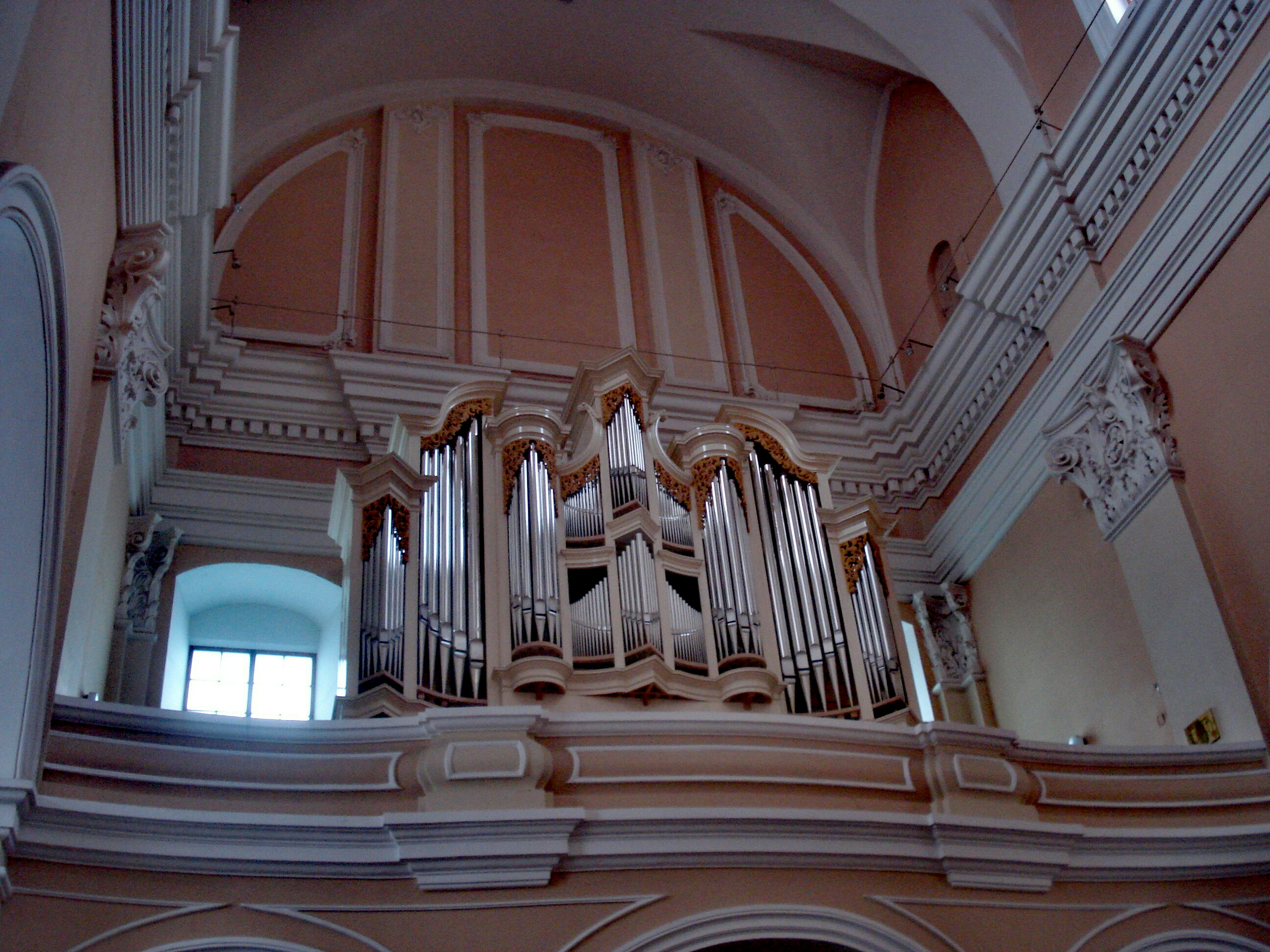
Organo
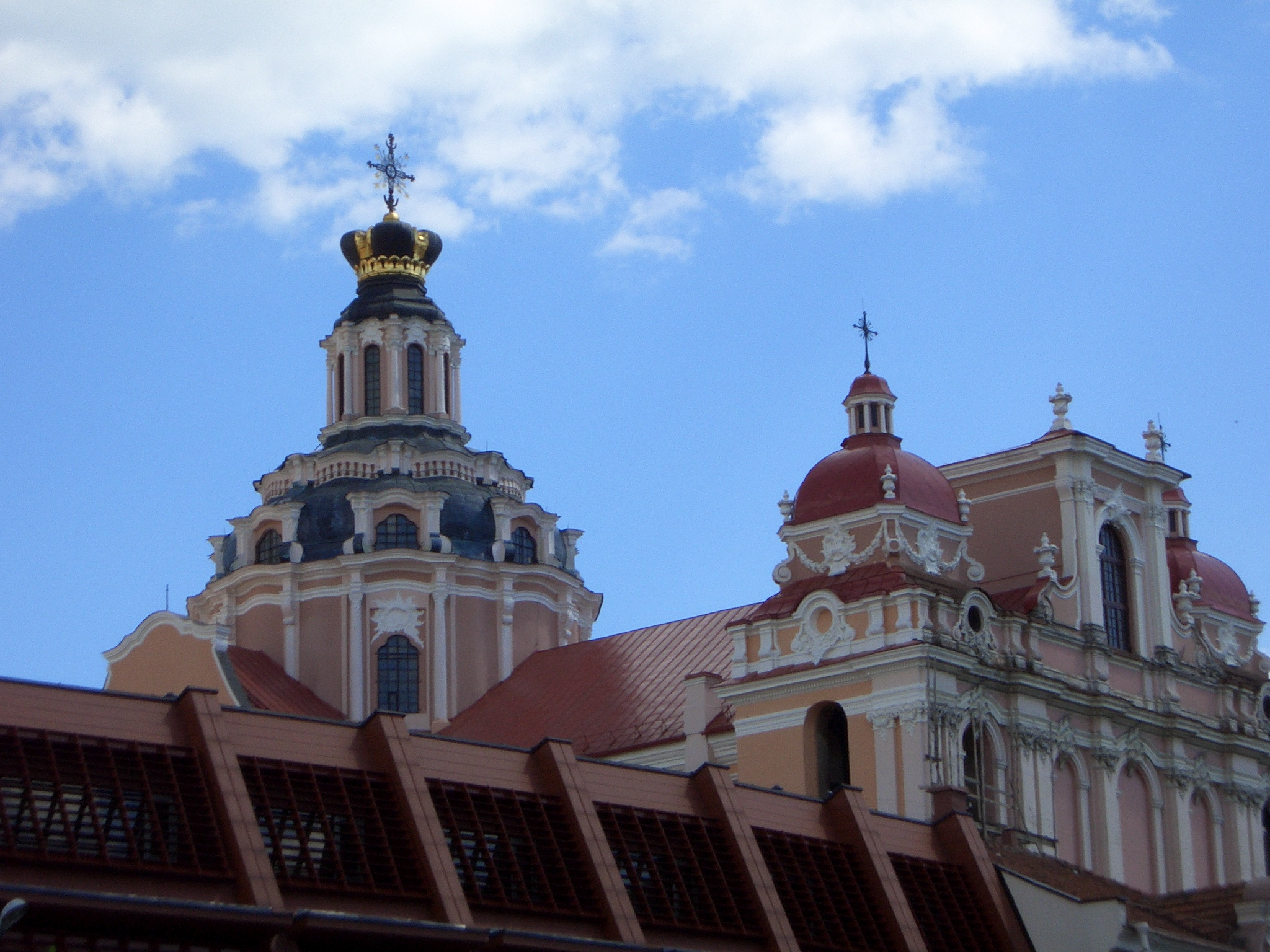
Cupola